# Bagry (Kraków)

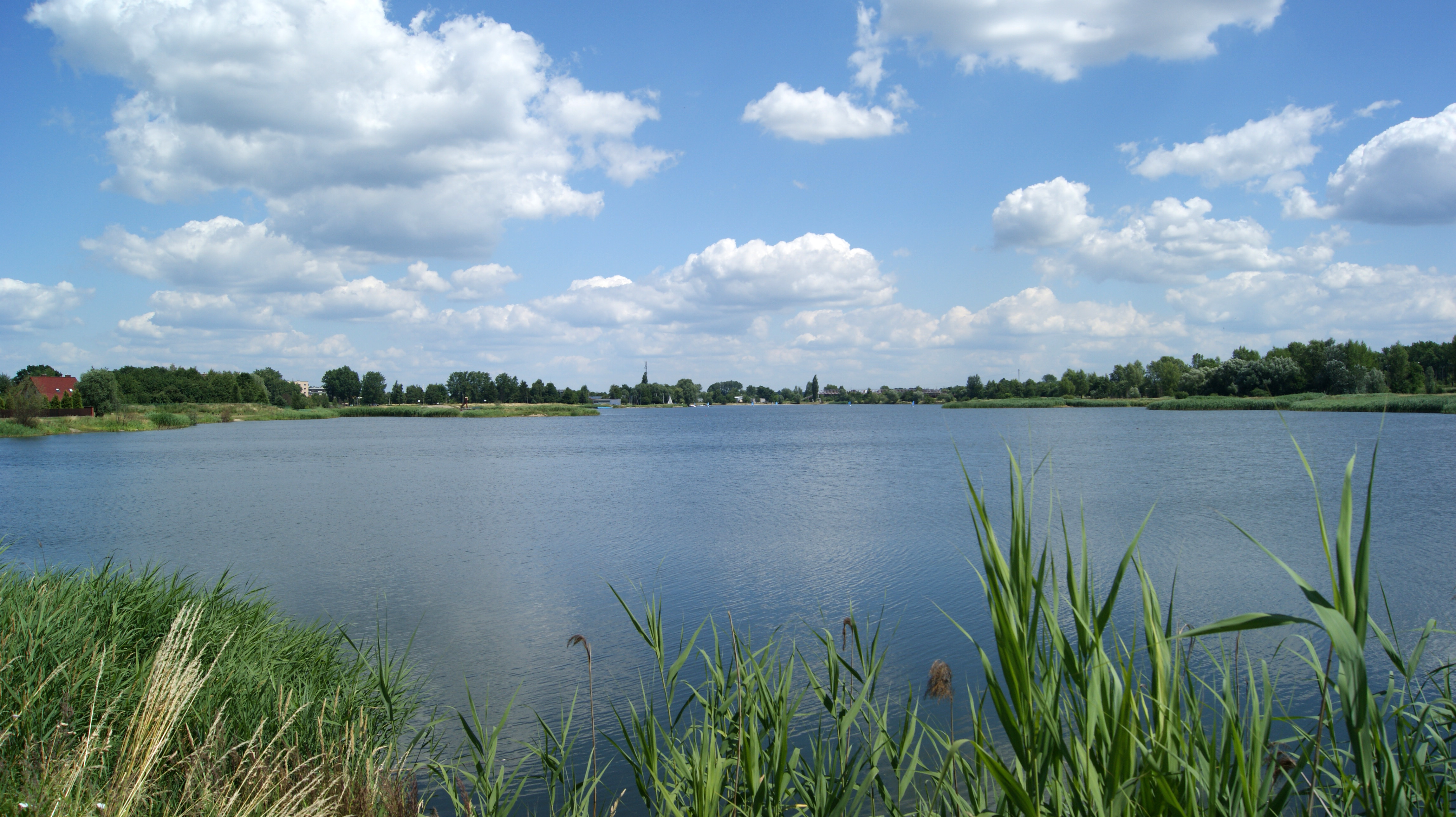
Widok z zachodu

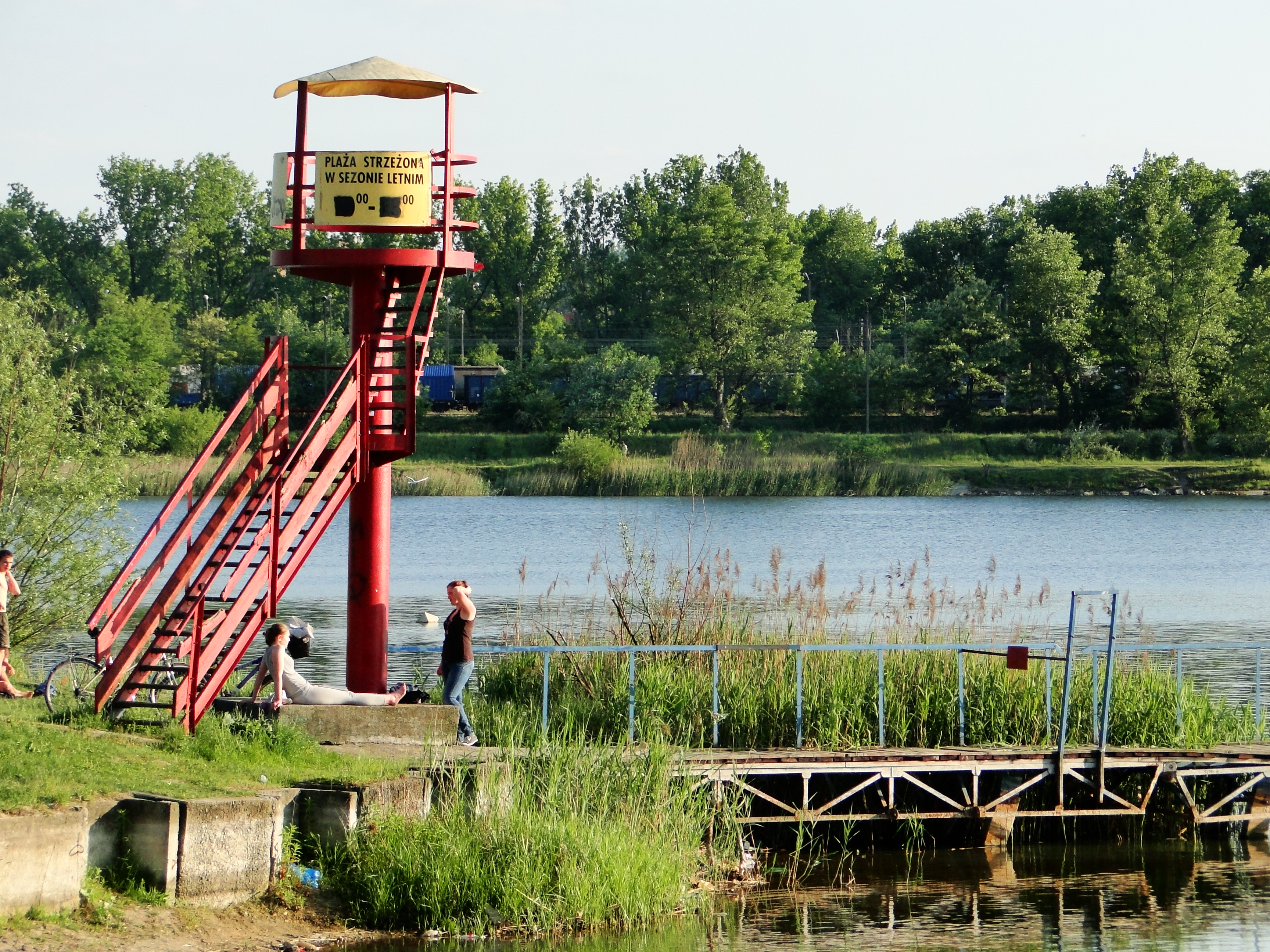
Pomost na Bagrach

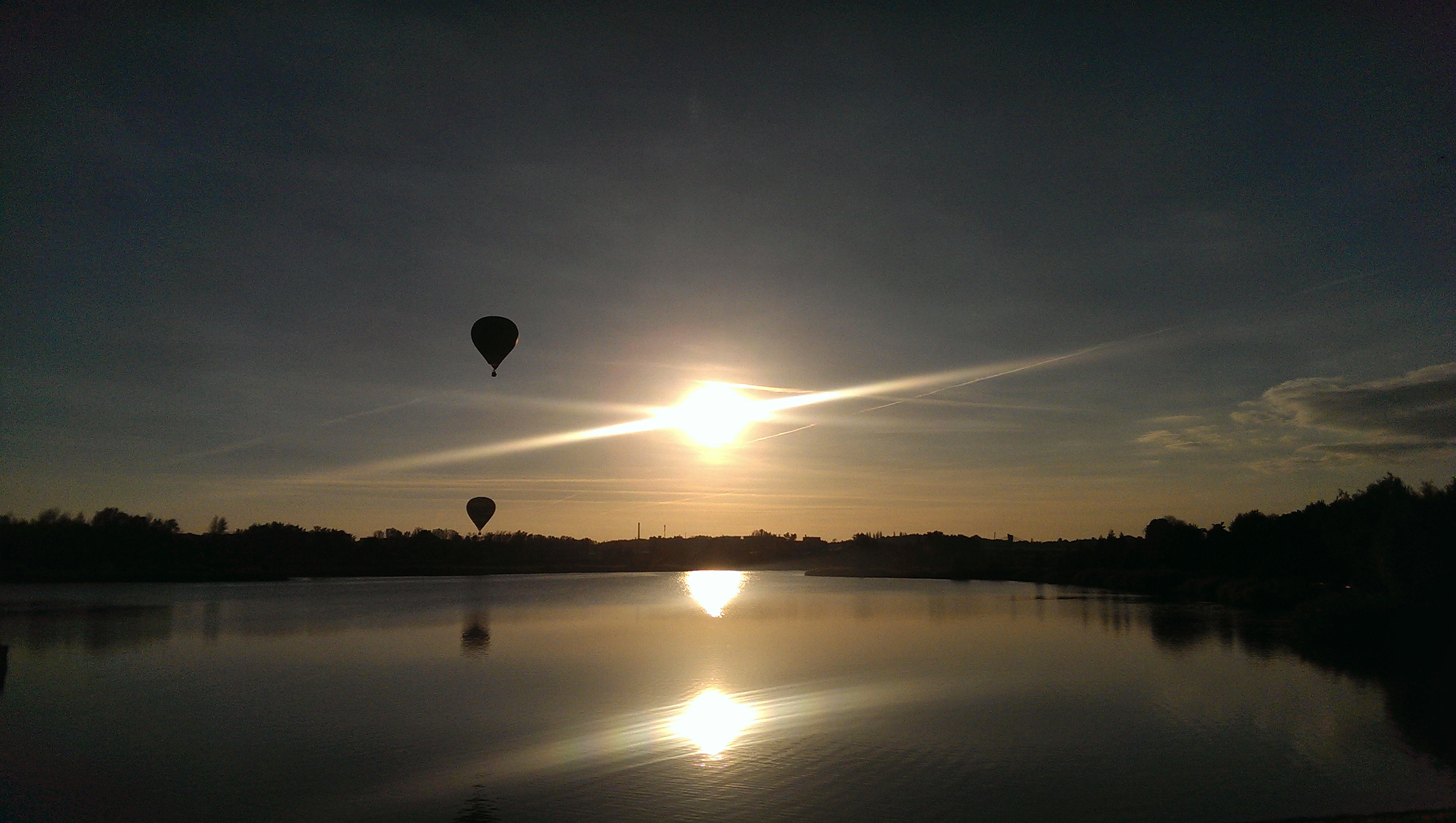
Zachód słońca nad Bagrami

Bagry – zbiornik wodny w Krakowie, powstały w wyniku zatopienia wyrobisk żwirowni. Znajduje się pomiędzy ul. Lipską a ul. Wielicką, na terenie Płaszowa, w Dzielnicy XIII Podgórze. Jest jednym z większych zbiorników wodnych w granicach Krakowa. Do zalewu od strony południowej przylega stacja kolejowa Kraków Prokocim Towarowy, a nieco dalej na zachód znajduje się stacja Kraków Płaszów.

## Historia
Zalew Bagry powstał dopiero w 1945 roku. Wcześniej na jego terenie znajdowały się wyrobiska w których pracowali przymusowo więźniowie z obozu Baudienst nr 108 znajdującego się przy ulicy Łukasiewicza (obecnie Kalimacha). Urobek służył przede wszystkim rozbudowie stacji kolejowej Kraków Prokocim. Obóz został zlikwidowany w 1944 roku, ale pompy nadal odprowadzały napływającą wodę do Wisły. Niemcy wyłączyli je kiedy wycofywali się z Krakowa, a napływająca woda w krótkim czasie przykryła wyrobisko zalewając również pozostałą infrastrukturę (m.in. koparki i wagoniki, które do dziś znajdują się na dnie). Powstały zbiornik nazwano Bagrami od niemieckiego słowa Bagger oznaczającego koparkę.

## Przyroda
Brzegi zalewu porośnięte są szuwarem trzcinowym i pałkowym. Stwarza to dogodne warunki do gniazdowania ptaków wodnych. Ponadto zbiornik wodny jest zarybiony, stąd często można spotkać wędkarzy. Naturalnie występują ryby karpiowate: lin, karp, karaś, płoć, wzdręga, leszcz (wprowadzony sztucznie amur, różanka – około roku 1990). Nie brak drapieżników: okoń, sandacz, szczupak, a nawet węgorz. Od 2011 roku wprowadzano również pstrąga tęczowego, lecz ten nie utrzymuje się dłużej niż sezon. Z płazów notowano traszkę zwyczajną, kumaka nizinnego, rzekotkę drzewną, żabę jeziorkową, żabę trawną. Z gadów – jaszczurkę żyworódkę i zaskrońca. Ewenementem jest pojawienie się ok. 2002 roku meduz słodkowodnych pochodzących z Brazylii z gatunku craspedacusta sowerbii. Naturalnie występują małże, które skutecznie oczyszczają zbiornik. Zimą trafiają się ciekawe gatunki ptaków wodnych, jak perkoz rogaty, zausznik, łyska oraz sporo mew białogłowych, pospolitych i śmieszek. W otoczeniu zbiornika występują łąki o charakterze wilgotnym.

## Sport i rekreacja
Na terenie zalewu znajduje się strzeżone w okresie wakacji kąpielisko, trzy przystanie wodne, wypożyczalnia sprzętu wodnego. Organizowane są kursy pierwszej pomocy oraz kursy patentowe. Na obrzeżach zalewu znajdują się również dzikie plaże.
W sezonie żeglarskim odbywają się imprezy i konkursy plenerowe.  Ponadto dzieci mogą skorzystać z położonego nieopodal osiedlowego placu zabaw.

### Kąpielisko
Na terenie zalewu znajduje się strzeżone kąpielisko, na które wstęp jest bezpłatny, ponieważ jest finansowane przez Urząd Miasta. Czystość wody jest regularnie kontrolowana przez Sanepid. W sezonie letnim cieszy się zainteresowaniem wśród mieszkańców Krakowa.

### Imprezy żeglarskie
W sezonie żeglarskim odbywa się wiele różnych imprez wodnych:
- Otwarcie Sezonu Żeglarskiego w KŻ Horn Kraków,
- Mistrzostwa SZS Powiatu Krakowskiego,
- Integracyjne Mistrzostwa Małopolski w Żeglarstwie,
- Regaty Meczowego Pucharu Polski,
- Otwarte Mistrzostwa Małopolski,
- Otwarte Mistrzostwa Krakowskiego OZŻ,
- Wojewódzkie Igrzyska, Gimnazjada, Licealiada SZS,
- Ogólnopolskie Regaty o Puchar Prezydenta Krakowa,
- Meczowe Mistrzostwa NSKO,
- Międzywojewódzkie Mistrzostwa Młodzików,
- Drużynowe Mistrzostwa Małopolski,
- Regaty Energa Sailing,
- Regaty senioralne,
- Żeglarski Dzień Dziecka,
- inne wydarzenia: dni otwarte przystani, zajęcia i warsztaty żeglarskie dla przedszkoli i szkół.

### Kluby żeglarskie
Na terenie zalewu działa wiele krakowskich klubów żeglarskich, m.in.:
- Klub Żeglarski Horn Kraków
- Klub Narciarski Lider – sekcja żeglarska
- Młodzieżowy Klub Morski „Szkwał”
- Klub żeglarski „Bagry”
- Klub żeglarski „Kolchida”
- Klub żeglarski „Krakowski Yacht Club”
- Klub żeglarski „Saltrom”
- Klub żeglarski „Yacht Club”
- Klub żeglarski „Krakow Regatta Club”
- Harcerski Klub Żeglarski SWAT (Harcerska Stanica Żeglarska)

### Wypożyczalnia sprzętu wodnego
Sprzęt wodny można wypożyczyć w hangarze, znajdującym się tuż obok kąpieliska administrowanego przez Stowarzyszenie Omega, które dysponuje: kajakami, rowerami wodnymi, kanu.
Na przystani AZS Kraków Szkoła Narciarska Lider prowadzi wypożyczalnię sprzętu wodnego oraz Ośrodek Szkoleniowo-Żeglarski. Można również posilić się w działającym sezonowo barze Liderek.
Klub Żeglarski Horn Kraków prowadzi wypożyczalnię sprzętu wodnego oraz Ośrodek Szkoleniowo-Żeglarski Horn Kraków z zapleczem noclegowym i cateringowym.
Na Bagrach znajduje się również wyciąg do nart wodnych i wakeboardu wyposażony w profesjonalne przeszkody.